# الشويقي
الشويقي إحدى قرى الجمهورية التونسية، تقع في ولاية منوبة على بعد 7 كم من مدينة طبربة.
تعتبر الشويقي منطقة تاريخية قديمة تشمل قرى أخرى محيطة كبرج التوتة وترقلاش والناظور. والاسم الأصلي للشويقي هو توبا أو Thubba وهو الاسم الرّوماني للقرية. وتعتبر الشويقي امتدادا جغرافيا لمنطقة أوتيكا وكانت تزودها بالحبوب والكروم نظرا لخصوبة سهولها وامتدادها الجغرافي (أكثر من 3000 هكتار).
هجرت القرية الرّومانية توبا وتمّ استعمال الحجارة والمواقع الأثرية القديمة في بناء مدينة طبربة المجاورة. كما غمر جزء كبير من الآثار المتواجدة القرية القديمة.
سمي هنشير الشويقي باسم الشويقي نسبة إلى الولي الصالح سيدي حمد الشويقي الذي استقرّ في المنطقة في القرن السادس عشر ودفن هناك. قام أحمد باي بإهداء الهنشير المكون من 3000 هكتار تقريبا إلى المهندس المعماري فوسيي Fossiez سنة 1871م. وقام ورثته بعد ذلك بالتفويت فالهنشير لشركة تعرف بـ « شركة هنشير شويقي ». ترأسها بول لوروا بوليو  Paul Leroy Beaulieu. وأشرف على إداراتها المباشرة بول سوقان Paul Seguin.
تواجد المستوطنون الفرنسيون بالقرية وبنو فيها كنيسة سان فليكس Église Saint-Félix de Schuiggui.
نشطت زراعة الكروم والحبوب بمنطقة الشويقي طيلة الإستعمار الفرنسي.

### مواضيع ذات علاقة
- ولاية منوبة.